# Joseph Wertheimer

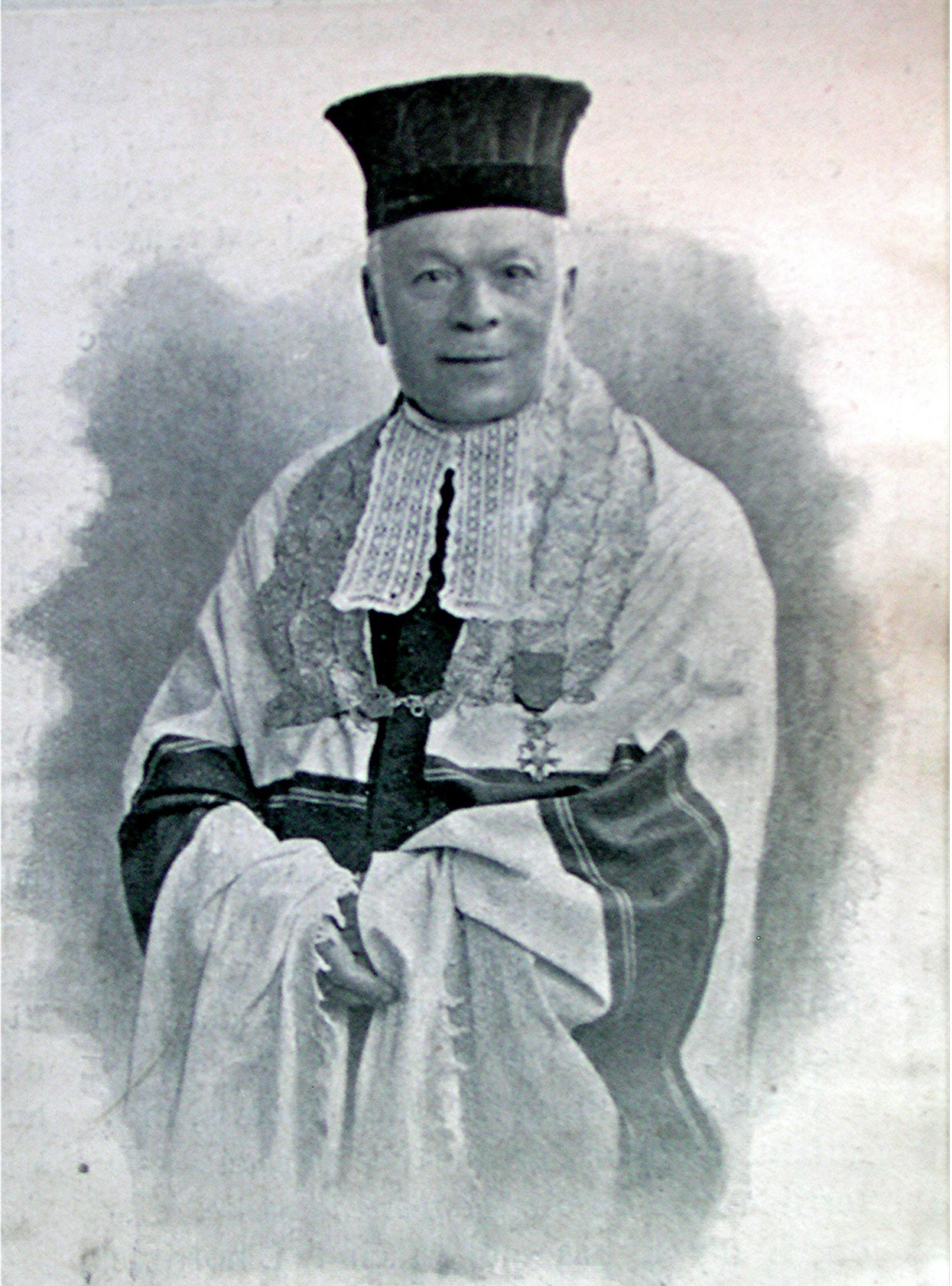
Joseph Wertheimer, 1890

Joseph Wertheimer (geboren am 22. Mai 1833 in Soultz, Frankreich; gestorben am 27. April 1908 in Genf; seit 1859 heimatberechtigt ebenda) war ein Schweizer Rabbiner und seit 1859 der erste Grossrabbiner von Genf.

## Leben
Joseph Wertheimers Eltern waren Jacob Wertheimer, der die Gemeinde in Soultz betreute, und Judith geborene Gugenheim. Er besuchte von 1852 bis 1857 die zentrale Rabbinerschule in Metz und studierte Geisteswissenschaften und Theologie an der Universität Strassburg. Im Jahr 1857 absolvierte Wertheimer sein Doktorat und heiratete im folgenden Jahr Elise Schvob (1837–1925, auch Schwob) aus Gray.
Wertheimer wurde 1859 zum ersten Grossrabbiner von Genf bestimmt, ein Amt, das er bis zu seinem Tod ausübte. Das betreute Gebiet erstreckte sich über Lausanne und Avenches bis nach Biel. Er weihte 1859, 1865 und 1883 die Synagogen von Genf, Avenches und Biel ein. Als Rabbiner der Gemeinde Lausanne regte Wertheimer den Bau einer Synagoge an. Nach dem Eingang einer grossen Spende konnte im Dezember 1909 der Grundstein gelegt werden. In Montoie erhielt er 1868 ein Stück Land für die Anlage eines jüdischen Friedhofs der Gemeinde.
An der Universität Genf war Wertheimer von 1873 bis 1906 Hochschullehrer für Philologie und vergleichende Sprachwissenschaft. Für junge Studierende aus Russland sammelte er grosse Summen. Im Jahr 1877 wurde er zum Ritter der Ehrenlegion ernannt.
Joseph Wertheimer starb am 27. April 1908 in Genf. Er wurde auf dem jüdischen Friedhof in Carouge bei Genf beigesetzt.

## Veröffentlichungen (Auswahl)
- Les Juifs de l’Occident et le judaïsme moderne. Genève 1862.
- La linguistique. Genève 1877.
- Le Talmud, histoire de sa formation. Genève 1880.
- Les Juifs et le judaïsme dans la société moderne. Paris 1883.

## Fussnoten
1. ↑  Eine Universität gab es damals nicht in Metz. Die Rabbinerschule wurde erst 1859 nach Paris verlegt.
2. 1 2 3 4 5  Jean Plançon: Joseph Wertheimer. In: Historisches Lexikon der Schweiz. (abgerufen am 18. März 2022)
3. ↑  alemannia-judaica.de: Lausanne (VD, Schweiz). Jüdische Geschichte / Synagoge. (abgerufen am 18. März 2022)
4. ↑  alemannia-judaica.de: Genf / Genève / Carouge (GE). Jüdischer Friedhof. (abgerufen am 18. März 2022)

| Personendaten    | Personendaten           |
| ---------------- | ----------------------- |
| NAME             | Wertheimer, Joseph      |
| KURZBESCHREIBUNG | Schweizer Grossrabbiner |
| GEBURTSDATUM     | 22. Mai 1833            |
| GEBURTSORT       | Soultz, Frankreich      |
| STERBEDATUM      | 27. April 1908          |
| STERBEORT        | Genf, Schweiz           |